# Louis André Marie de Montfort
Pour les articles homonymes, voir Montfort.
Louis André Marie de Montfort (Pouligny-Saint-Pierre, 13 septembre 1920 - Haiphong, 26 novembre 1946), est un officier de marine français.

## Biographie
Il entre à l'École navale en septembre 1939 et en sort enseigne de vaisseau de 2e classe en juillet 1940. Il embarque alors à Toulon sur le torpilleur Baliste puis passe en avril 1941 sur le croiseur Colbert et en novembre sur l'aviso Batailleuse à l'état-major de l'amiral de Laborde.
En février 1942, il est sur le contre-torpilleur Volta et est promu enseigne de 1re classe en juillet. Mis en congé d'armistice au début de 1943, il est rappelé à l'activité en septembre 1944 et est envoyé au groupe des petits bâtiments en armement.
Il participe d'avril à juin 1945 aux opérations autour de Vintimille puis passe à la brigade marine d'Extrême-Orient. Il arrive en Cochinchine en octobre 1945 et se fait remarquer durant la libération des provinces de Mỹ Tho, Cần Thơ et de Vinh-Long où il commande une jonque armée.
En mars 1946, il débarque au Tonkin et y reçoit le commandement d'une compagnie de fusiliers marins à la 1re flottille fluviale. Commandant d'un dragueur (novembre 1946), il est chargé de nettoyer un quartier d'Haiphong mais est grièvement blessé le 24 novembre. Il meurt deux jours plus tard à l'hôpital de Haiphong.
Deux fois cité, il est nommé chevalier de la Légion d'honneur en avril 1947, à titre posthume.

## Texte des récompenses
Ordre de la Division (9 février 1946)

« Jeune officier enthousiaste et d'un grand courage. A toujours mené sa section au feu avec ardeur et parfaite connaissance de son métier. Le 4 novembre 1945, au cours d'une patrouille de reconnaissance, a entraîné le premier sa section dans le franchissement d'un pont battu par un fusil mitrailleur rebelle. Au cours de diverses opérations a capturé à l'adversaire un nombre important d'armes à feu »

.
Ordre du Corps d'Armée (avec sa compagnie) (17 février 1947)

« Unité d'élite plein de dynamisme et d'ardeur, commandée par le lieutenant de vaisseau Merlet qui, après avoir participé activement comme compagnie de reconnaissance de la 1re  DCEO aux opérations des Alpes Maritimes en avril 1945, a été incorporée à la BMEO et envoyée en Extrême-Orient. Débarquée à Saïgon avec les premiers éléments du corps expéditionnaire le 20 octobre, a participé du 20 octobre 1945 au 15 janvier 1946 aux opérations de la Libération de la Cochinchine-Ouest, prenant d'assaut Mytho le 26 octobre, Vinh Long le 20 octobre, Cantho le 30 octobre ainsi que de nombreuses villes et villages dans le courant de novembre et décembre, infligeant de lourdes pertes à la piraterie locale dans les régions solidement tenues par elle »

.
Chevalier de la Légion d'Honneur à titre posthume (12 avril 1947)

« Officier d'élite, plein d'allant et de bravoure, a montré les plus belles qualités militaires tant au cours des opérations de Cochinchine avec la compagnie de la Brigade Maritime d'Extrême-Orient et au commandement d'une jonque armée qu'au cours des opérations du Tonkin. Commandant d'une compagnie de fusiliers-marins de la 1re  Flottille Fluviale des Fusiliers-Marins, chargé du nettoyage d'un quartier de Haiphong lors des combats de 1946, a été grièvement blessé le 24 novembre, et mourut à l'hôpital de cette ville le 26 »

.

### Autres honneurs
- Un des groupes de commandos marine porte son nom (Commando de Montfort)[1].
- Sur sa tombe figure la qualification de « Mort pour la France ».